# لیلی ریسورت، فلوریدا
لیلی ریسورت (به انگلیسی: Lely Resort) یک منطقهٔ مسکونی در ایالات متحده آمریکا است که در شهرستان کلیر، فلوریدا واقع شده‌است. لیلی ریسورت ۱۳٫۷ کیلومتر مربع مساحت و ۴٬۶۴۶ نفر جمعیت دارد و ۲ متر بالاتر از سطح دریا واقع شده‌است.